# Инзенское городское поселение
И́нзенское городско́е поселе́ние — муниципальное образование в составе Инзенского района Ульяновской области. Административный центр — город Инза.
Решением Совета депутатов муниципального образования с 2013 года Администрация МО "Инзенское городское поселение" ликвидирована, её полномочия исполняет Администрация МО "Инзенский район".

## Население
| 2010    | 2012    | 2013    | 2014    | 2015    | 2016    | 2017    |
| ------- | ------- | ------- | ------- | ------- | ------- | ------- |
| 19 115  | ↘18 861 | ↘18 685 | ↘18 416 | ↘18 253 | ↘18 105 | ↘17 989 |
| 2018    | 2019    | 2020    | 2021    |         |         |         |
| ↘17 902 | ↘17 696 | ↘17 504 | ↘16 533 |         |         |         |

## Состав городского поселения
В состав поселения входят 3 населённых пункта: 1 город, 1 село и 1 деревня.
| № | Населённый пункт | Тип населённого пункта        | Население |
| - | ---------------- | ----------------------------- | --------- |
| 1 | Дубенки          | деревня                       | 49        |
| 2 | Инза             | город, административный центр | ↘16 293   |
| 3 | Троицкое         | село                          | 263       |